# Pierre Martillière
Pierre Martillière, né le 23 mars 1759 à Martigny,, (Aisne), mort le 20 novembre 1807 à Calais (Pas-de-Calais), est un général français de la Révolution et de l’Empire.

## États de service
Il entre en service le 26 juin 1776, comme soldat au régiment de Bretagne. Il devient caporal le 1er mai 1782, sergent le 19 octobre 1783, et il se trouve dans cet intervalle aux sièges de Mahon et de Gibraltar. 
Il passe sergent-major le 1er octobre 1792, sous-lieutenant le 25 février 1793 et adjudant-major le 25 mai. Il sert à l’armée du Rhin, et il soutient dans la plaine de Landau le 22 juillet 1793, à la tête du 1er bataillon de son corps, une charge de cavalerie qui sauva d’une déroute complète la division dont il fait partie.
Le 17 janvier 1794, il est nommé chef de bataillon et le 21 juin suivant chef de brigade à la 91e demi-brigade de bataille. Il contribue le 14 juillet 1794, à la prise de la position de Platzberg (en) près de Landau, défendue par 3 000 Prussiens et 13 pièces de canon, ce jour-là, il fait tomber en son pouvoir, 2 généraux, 400 hommes et toute l’artillerie ennemi. 
Le 19 février 1796, il prend le commandement de la 3e demi-brigade de ligne, et de l’armée du Rhin, il passe à celle d’Helvétie en l’an VI, puis à celle d’Italie en l’an VII. Il se distingue le 27 avril 1799 à Vaprio à la tête d’un bataillon de sa demi-brigade, il repousse l’attaque d’une colonne russe, qui tente de contourner les corps de l’armée française qui se trouvent en avant de Cassano. Atteint de deux coups de feu qui lui traverse la jambe droite et le bas-ventre, le général en chef voulut récompenser sa belle conduite et le nomme le lendemain général de brigade provisoire. Il est confirmé dans son grade le 19 octobre 1799.
Il est mis en non activité le 23 septembre 1801, et il est fait chevalier de la Légion d’honneur le 11 décembre 1803. Le 13 décembre, le gouvernement l’emploi dans la 24e division militaire, et le 14 juin 1804, l’Empereur lui accorde la croix de commandeur de la Légion d’honneur. Le 31 août 1805, il est attaché au camp d’Étaples, avant d’être envoyé au 1er corps de l’armée de réserve.
Il meurt le 20 mai 1807, à Calais des suites de la blessure qu’il a reçue à Vaprio.

## Sources
- (en) « Generals Who Served in the French Army during the Period 1789 - 1814: Eberle to Exelmans »
- Thierry Pouliquen, « Les généraux français et étrangers ayant servis [sic] dans la Grande Armée » (consulté le 25 mai 2014)
- « Cote LH/1755/41 », base Léonore, ministère français de la Culture
- A. Lievyns, Jean Maurice Verdot, Pierre Bégat, Fastes de la Légion-d'honneur, biographie de tous les décorés accompagnée de l'histoire législative et réglementaire de l'ordre, volume 3, Bureau de l’administration, 1844, 529 p. (lire en ligne), p. 380.